# Pietà Rondanini
Pietà Rondanini är en marmorskulptur utförd av Michelangelo från början av 1550-talet fram till hans dödsår 1564. Skulpturen framställer Jungfru Maria som sörjer sin döde son Jesus. Michelangelo anses i denna skulptur göra ett avsteg från renässansens ideal för att istället låta sig inspireras av gotisk skulptur.